# Atractus obtusirostris
Atractus obtusirostris — вид змій родини полозових (Colubridae). Ендемік Колумбії.

## Поширення і екологія
Atractus obtusirostris мешкають на східних схилах Центрального хребта Колумбійських Анд, в долині річки Магдалена та на західних схилах Східного хребта. Вони живуть в тропічних лісах, на висоті від 1200 до 2200 м над рівнем моря.